# Malawa
Malawa este o comună rurală din departamentul Magaria, regiunea Zinder, Niger, cu o populație de 48.013 locuitori (2001).